# Bladslida
Bladslida är en struktur som förekommer på många växtarter.
De flesta blad är, åtminstone delvis, till formen skivlika. Den del av ett blad, som har denna form, kallas bladskivan. Förutom denna finns hos ett mycket stort antal blad en nedre del som bär upp bladskivan - bladskaftet. Ofta är bladskaftets nedre del särskilt utvecklad och kallas då bladfot. Bladfoten kan hos vissa blad likna en skiva som mer eller mindre omsluter stammen, och kallas då bladslida. Bladslidor förekommer till exempel hos gräs och flockblommiga växter. Hos gräsen tjänstgör den som stödjande organ för stammen.